# كريستيان فاند فيلد
كريستيان فاند فيلد (بالإنجليزية: Christian Vande Velde)‏ مواليد 22 مايو 1976 في إلينوي، الولايات المتحدة، هو دراج أمريكي سابق في صنف سباق الدراجات على الطريق. سبق أن شارك في دورة الألعاب الأولمبية الصيفية.

## سجل النتائج

### سباقات أو مراحل فاز بها
| التاريخ        | السباق                       | المركز                      |
| -------------- | ---------------------------- | --------------------------- |
| 01 يناير 1999  | أربعة أيام من دونكيرك 1999   |                             |
| 01 أبريل 2000  | جائزة ميغيل إندوراين 2000    | المرتبة 17 في التصنيف العام |
| 07 أبريل 2000  | طواف إقليم الباسك 2000       | الخامس في تصنيف الجبال      |
| 16 أبريل 2000  | لييج-باستون-لييج 2000        | المرتبة 18 في التصنيف العام |
| 24 مارس 2001   | ميلان-سان ريمو 2001          | المرتبة 20 في التصنيف العام |
| 08 أبريل 2001  | طواف فلاندرز 2001            | المرتبة 17 في التصنيف العام |
| 29 سبتمبر 2002 | طواف إسبانيا 2002            | المرتبة 25 في التصنيف العام |
| 23 أغسطس 2005  | طواف إينكو 2005              | الأول في تصنيف الجبال       |
| 26 فبراير 2006 | طواف كاليفورنيا 2006         | التاسع في التصنيف العام     |
| 04 يونيو 2006  | طواف لوكسمبورغ 2006          | الفائز في التصنيف العام     |
| 25 فبراير 2007 | طواف كاليفورنيا 2007         | السادس في التصنيف العام     |
| 22 أبريل 2007  | 2007 Tour de Georgia         |                             |
| 01 يناير 2008  | سباق حلبة دي لا سارث 2008    |                             |
| 01 يناير 2008  | طواف أمريكا للدراجات 2007–08 |                             |
| 14 سبتمبر 2008 | طواف ميزوري 2008             | الفائز في التصنيف العام     |
| 27 أغسطس 2012  | يو إس إيه برو تشالنج 2012    | الفائز في التصنيف العام     |

## وصلات خارجية
- الموقع الرسمي

## روابط خارجية
- كريستيان فاند فيلد على موقع الاتحاد الدولي للدراجات (الإنجليزية)
- كريستيان فاند فيلد على موقع أرشيف الدراجات (الإنجليزية)
- كريستيان فاند فيلد على موقع إحصائيات الدراجات الإحترافية (الإنجليزية)
- كريستيان فاند فيلد على موقع نسبة الدراجات (الإنجليزية)
- كريستيان فاند فيلد على موقع أوليمبيديا (الإنجليزية)